# ام‌التمر
ام‌التمر (به عربی: أم التمر) یک منطقهٔ مسکونی در تونس است که در استان مدنین واقع شده‌است.